# Campodea fragilis
Campodea fragilis ist eine weit verbreitete Art der Doppelschwänze. Diese werden häufig als Teil der „Urinsekten“ angesehen, es handelt sich jedoch um eine den Insekten nahe verwandte Ordnung und keine Insekten selbst.

## Merkmale
Die flügellosen und augenlosen Tiere werden 3,5 mm lang und sind weiß bis gelblichweiß gefärbt. Ihr Hinterleib gliedert sich in 10 Segmente. Am Körperende befinden sich zwei borstenartige Anhänge, die kürzer als der Körper sind. Am Kopf befinden sich zwei lange Gliederantennen, die aus vielen annähernd kugelförmigen Gliedern aufgebaut sind. Die Mundwerkzeuge befinden sich in einer taschenartigen (entognathen) Struktur des Kopfes.

## Verbreitung und Lebensraum
Genaue Angaben zur Verbreitung fehlen. In Europa ist die Art vor allem aus Mitteleuropa bekannt, kommt aber auch in Nord- und Südeuropa vor. Es gibt außerdem Nachweise über Vorkommen in Nordamerika, im Bereich der Großen Seen und Nachweise aus dem Iran. Die Art wird regelmäßig in der Literatur als Kosmopolit beschrieben.
Die Art findet sich vor allem im feuchten Humus der Böden, gerne auch unter Steinen, altem Holz oder in Ameisenhaufen. Zuweilen ist sie in großen Mengen anzutreffen.

## Lebensweise
Doppelschwänze ernähren sich von Detritus, also totem, organischen Restmaterial. Sie sind somit Teil der im Boden lebenden Saprobionten und tragen zur Bodenbildung bei. Durch ihre Tätigkeit lockern sie den Humus. Sie sind lichtscheu. Männchen produzieren zahlreiche Spermienpakete (Spermatophoren), bis zu 200 in einer Woche, die vom Weibchen mit den Genitalien aufgenommen werden. Die Weibchen legen ihre Eier in Hohlräume im Boden, wobei direkter Kontakt zwischen dem Boden und den Eiern möglichst vermieden wird. Aus den Eiern schlüpfen nach etwa 12–13 Tagen die Nachkommen.